# پاشینتسی
پاشینتسی (به بلغاری: Pashintsi) یک منطقهٔ مسکونی در بلغارستان است که در شهرستان کروموفگراد واقع شده‌است.